# ماريا كوجيفنيكوفا
ماريا أليكساندروفنا كوجيفنيكوفا (بالروسية: Мария Кожевникова)‏ (الروسية:Мари́я Алекса́ндровна Коже́вникова ; ولد في 14 نوفمبر 1984) ممثلة وعارضة أزياء وسياسية،  روسية، تم اختيارها بالتصويت كأكثر نساء جاذبية في روسيا في نوفمبر 2011 , انتخبت كنائب في مجلس الدوما كعضو في القائمة الاتحادية للمرشحين الذين رشحهم الحزب فلاديمير بوتين السياسي لروسيا «روسيا الموحدة».
ظهرت في فيلم المغامرات الكوميدي سوكروفيشتشا أو.كي. (2013), بالأشتراك مع أليكسي فوروبيوف، إلفيرا إبراغيموفا.
أحد أهم أعمالها السينمائية ظهورها في بطولة فيلم كتيبة (2015)
وحازت عنه على جائزة النسر الذهبي لأفضل ممثلة مساندة عن دور «ناتاليا تاتيششيفا».

## روابط خارجية
- ماريا كوجيفنيكوفا على موقع IMDb (الإنجليزية)
- ماريا كوجيفنيكوفا على موقع قاعدة بيانات الفيلم (الإنجليزية)
- ماريا كوجيفنيكوفا على موقع كينوبويسك (الروسية)
- ماريا كوجيفنيكوفا على إنستغرام